# Aliou Baldé
Pour les articles homonymes, voir Baldé.
Aliou Baldé, de son nom complet Aliou Badara Baldé, né le 12 décembre 2002 à Ziguinchor au Sénégal, est un footballeur international guinéen qui évolue au poste d'avant-centre au FC Saint-Gall, en prêt de l'OGC Nice.

## Biographie
Aliou Baldé est né le 12 décembre 2002 à Baghagha, en Casamance, de parents guinéens.
Il est formé au club de Diambars Football Club avec qui il participe à la montée en ligue 1 sénégalaise en 2018 à seulement 17 ans ; il est vice-champion du D2 sénégalaise,avant d’être recruté par l'une des meilleurs club des Pays-Bas, le Feyenoord Rotterdam.
Il a ensuite été prêté en deuxième division belge avant de revenir et d’être de nouveau prêté aux Pays-Bas dans le club du FC Dordrecht où il inscrit 8 buts en 16 matchs.
Il sera racheté l’année suivante par le Football Club Lausanne-Sport, il récidive en inscrivant 7 buts en 20 matchs, repéré par l’Olympique Gymnaste Club de Nice... qui le rachète.
En 2023 2024, il fera neuf fois des entrées en jeu, sans être titularisé, avant d’être prêté au club allemand, le VfL Bochum pour une durée d’un an avec option d’achat mais le prêt est rompu en janvier et il est prêté jusqu'à la fin de saison au FC Lausanne-Sport,. En juillet 2025, l'OGC Nice le prête pour une saison (avec option d'achat) au FC Saint-Gall,.

### En sélection
Aliou Baldé est convoqué pour disputer la Coupe d'Afrique des nations de football des moins de 17 ans, terminant troisième du groupe B derrière la Guinée qui sera disqualifié pour une fraude sur l’âge. Par conséquent, les Sénégalais sont repêchés afin de les remplacer au mondial U17.
Plus tard, le Sénégal joue sa première coupe du monde U17 en 2019, Aliou Baldé inscrit deux buts lors du premier tour mais le Sénégal est éliminé en huitièmes de finale par l’Espagne.
En 2022, il est convoqué pour discuter la Coupe d'Afrique des nations de football des moins de 23 ans 2023 en vue d’une qualification pour les JO 2024 mais l’équipe échoue au troisième tour face au Mali.
En 2024 il est convoqué avec l’équipe de la Guinée pour disputer les Éliminatoires de la zone Afrique de la Coupe du monde de football 2026, ayant la double nationalité, il finit par opter pour la Guinée, marquant un tournant dans sa carrière en sélection nationale.
Il est également convoqué avec l’équipe de la Guinée U23 pour jouer les Jeux olympiques 2024.
Il a joué son premier match amical face à l’Argentine olympique (victoire 1 à 0).

## Statistiques

### Statistiques détaillées
| Saison                | Club                     | Championnat           | Championnat | Championnat | Championnat | Coupe(s) nationale(s) | Coupe(s) nationale(s) | Coupe(s) nationale(s) | Compétition(s) continentale(s) | Compétition(s) continentale(s) | Compétition(s) continentale(s) | Compétition(s) continentale(s) | Total | Total | Total |
| Saison                | Club                     | Division              | M.          | B.          | P.d.        | M.                    | B.                    | P.d.                  | Comp.                          | M.                             | B.                             | P.d.                           | M.    | B.    | P.d.  |
| 2020-2021             | Feyenoord Rotterdam      | Eredivise             | 3           | 0           | 1           | -                     | -                     | -                     | -                              | -                              | -                              | -                              | 3     | 0     | 1     |
| 2021-2022             | Feyenoord Rotterdam      | Eredivise             | 1           | 0           | 0           | -                     | -                     | -                     | C4                             | 1                              | 0                              | 0                              | 2     | 0     | 0     |
| Sous-total            | Sous-total               | Sous-total            | 4           | 0           | 1           | 0                     | 0                     | 0                     | -                              | 1                              | 0                              | 0                              | 5     | 0     | 1     |
| 2021-2022             | SK Beveren (prêt)        | Challenger Pro League | 7           | 0           | 1           | -                     | -                     | -                     | -                              | -                              | -                              | -                              | 7     | 0     | 1     |
| 2022-2023             | FC Dordrecht (prêt)      | Eerste Divisie        | 15          | 8           | 0           | 1                     | 0                     | 0                     | -                              | -                              | -                              | -                              | 16    | 8     | 0     |
| 2022-2023             | FC Lausanne-Sport        | Challenge League      | 14          | 5           | 4           | -                     | -                     | -                     | -                              | -                              | -                              | -                              | 14    | 5     | 4     |
| 2023-2024             | FC Lausanne-Sport        | Super League          | 5           | 2           | 0           | 1                     | 0                     | 0                     | -                              | -                              | -                              | -                              | 6     | 2     | 0     |
| Sous-total            | Sous-total               | Sous-total            | 19          | 7           | 4           | 1                     | 0                     | 0                     | -                              | -                              | -                              | -                              | 20    | 7     | 4     |
| 2023-2024             | OGC Nice                 | Ligue 1               | 7           | 0           | 0           | 2                     | 0                     | 0                     | -                              | -                              | -                              | -                              | 9     | 0     | 0     |
| 2024-2025             | VfL Bochum (prêt)        | Bundesliga            | 5           | 0           | 0           | -                     | -                     | -                     | -                              | -                              | -                              | -                              | 5     | 0     | 0     |
| 2024-2025             | FC Lausanne-Sport (prêt) | Super League          | 16          | 1           | 1           | 2                     | 1                     | 0                     | -                              | -                              | -                              | -                              | 18    | 2     | 1     |
| Total sur la carrière | Total sur la carrière    | Total sur la carrière | 73          | 16          | 6           | 6                     | 1                     | 0                     | -                              | 1                              | 0                              | 0                              | 80    | 17    | 6     |

### En équipe nationale
| Saison                | Sélection             | Phases finales        | Phases finales | Phases finales | Phases finales | Éliminatoires | Éliminatoires | Éliminatoires | Matchs amicaux | Matchs amicaux | Matchs amicaux | Total | Total | Total |
| Saison                | Sélection             | Compétition           | M              | B              | Pd             | M             | B             | Pd            | M              | B              | Pd             | M     | B     | Pd    |
| --------------------- | --------------------- | --------------------- | -------------- | -------------- | -------------- | ------------- | ------------- | ------------- | -------------- | -------------- | -------------- | ----- | ----- | ----- |
| 2023-2024             | Guinée                | -                     | -              | -              | -              | 1             | 0             | 0             | -              | -              | -              | 1     | 0     | 0     |
| 2024-2025             | Guinée                | -                     | -              | -              | -              | 8             | 0             | 0             | -              | -              | -              | 8     | 0     | 0     |
| Total sur la carrière | Total sur la carrière | Total sur la carrière | -              | -              | -              | 9             | 0             | 0             | -              | -              | -              | 9     | 0     | 0     |

## Palmarès
Il est vice-champion de deuxième division suisse en 2023 avec le FC Lausanne-Sport.